# 로버트 M. 킹돈
로버트 M. 킹돈 (Robert M. Kingdon, 1927년 12월 29일 ~ 2010년 12월 3일)은 세계적으로 유명한 미국의 프로테스탄트 종교개혁 역사가이며 세계적인 칼뱅 연구가이다. 1981년에는 미국 교회사학회의 회장으로 피선되기도 했다.
그는 시카고 에서 태어나 하와이에서 어린 시절을 보냈다. 그는 Oberlin College에서 학부 교육을 마치고 Columbia University 로 이동 하여 유명한 역사가 Garrett Mattingly 에게 박사 학위를 받았다.
그의 학위논문은 종교개혁이 제네바의 장 칼뱅으로부터 어떻게 프랑스와 여러 국가로 전파되었는지에 대한 이론을 세운 것이었다.
그는 매사추세츠 대학교 애머스트 대학교와 아이오와 대학교에서 가르쳤고 1965년 위스콘신 대학교에 정착하여 은퇴할 때까지 그곳에서 남게 되었다. 로버트 킹던 박사는 한국 선교사였던 맥 매큔(George McCune)선교사의 외손자이다.

제네바 의 종교개혁과 프랑스 의 개혁주의 전통의 전파에 관하여 주목할만한 업적과 함께 그는 Sixteenth Century Society and Conference와 Sixteenth Century Journal 을 발행하여 초기 근대 연구에 막대한 영향을 미쳤다. 위스콘신 대학교에서 재직하는 동안 그는 초기 현대 연구에서 많은 대학원생을 지도했으며, 이들 중 다수는 해당 분야의 주요 인물이 되었다. 대표적으로 로버트 콜브 등이 있다.

## 저서
- - Geneva and the Coming of the Wars of Religion in France, 1555-1563. Geneva: Droz, 1956.
  - Geneva and the Consolidation of the French Protestant Movement, 1564-1571. Geneva: Droz, 1967.
  - Myths about the St. Bartholomew's Day Massacres, 1572-1576. Cambridge: Harvard University Press, 1988
  - Adultery and Divorce in Calvin's Geneva. Cambridge: Harvard University Press, 1995

## 같이 보기
- 맥 매큔